# Västerås skolmuseum

Västerås Skolmuseum lades ner våren 2015, men var tidigare beläget i Herrgärdsskolan, centrala Västerås. Skolan är inrymd i en folkskolebyggnad från början av 1900-talet. Museet har en samling föremål från skolans värld. Här finns läroböcker, skolplanscher och skolfoton till uppstoppade fåglar, slöjdalster och skelett. I museet finns en tidstroget inredd skolsal från 1905 med kateder och skolbänkar där besökarna bland annat kan gå på en gammaldags lektion från den tiden.
Museet har en bred pedagogisk verksamhet. Här finns även utställningar om exempelvis hur skolan har påverkat samhällets syn på hygien.
I byggnaden finns även ett referensbibliotek som kan användas av studenter.

## Museet nedlägges
Västerås skolmuseum lades ner våren 2015. Lokalerna behövdes för andra ändamål. Den pedagogiska verksamheten och ett hundratal föremål överflyttas till Vallby friluftsmuseum. Även Länsmuseet, Stadsarkivet och biblioteket har tagit hand om gods. Övriga föremål såldes av i en auktion.